# SOCAR
SOCAR (повністю: State Oil Company of Azerbaijan Republic) — азербайджанська державна нафтова компанія з офісом у Баку. Є найбільшою вертикально-інтегрованою нафтогазовою корпорацією Азербайджану.

## Історія
Після розвалу СРСР, уряд Азербайджану об'єднав все виробництво й дослідження нафтової галузі в єдину структуру — Державну нафтову компанію Азербайджану (ДНКАР). ДНКАР створена Указом Президента Абульфаза Ельчібея від 13 вересня 1992 року.
10 січня 1994 року розпорядженням Президента Азербайджану Гейдара Алієва затверджено структуру управління компанії: були включені виробничі об'єднання з правом підприємства, трести і управління з правом підприємства, індивідуальні структурні одиниці з правом управлінь.
Є одним з офіційних спонсорів Чемпіонату Європи з футболу 2016 року.

## Діяльність

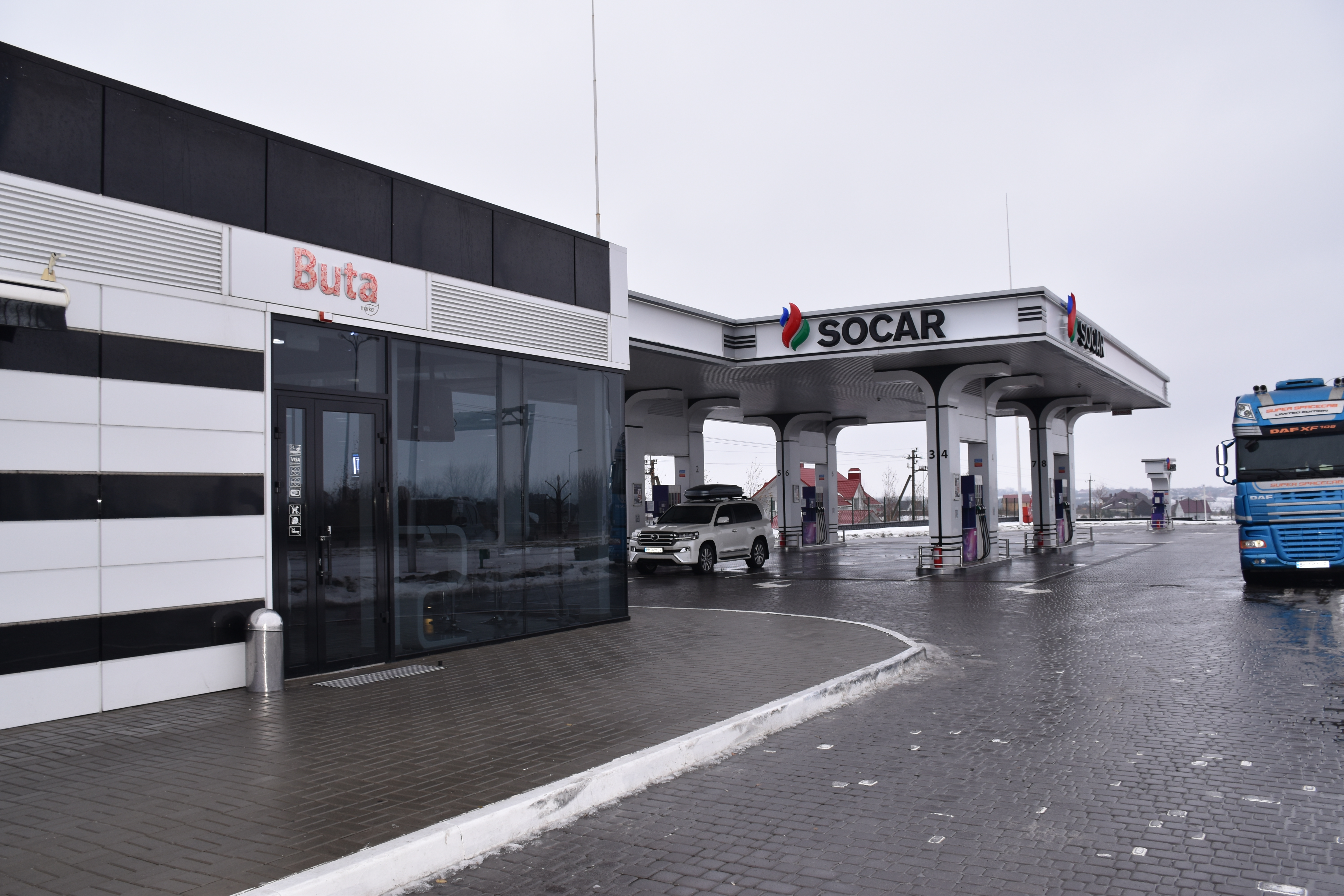
Заправна станція в Україні

Має велику кількість АЗС під брендом SOCAR в Грузії (95), Румунії (300) та Швейцарії (300).

### В Україні
SOCAR Energy Ukraine — дочірня компанія Державної нафтової компанії Азербайджанської республіки. В Україні SOCAR почав свою діяльність в 2008 році. У 2010 році компанія приступила до розвитку власної мережі автозаправних комплексів преміум-класу.
Того ж року розпочав роботу Торговий дім «SOCAR Україна». Наступного року відкрилося перші 7 АЗК під брендом компанії. Відбувся спуск на воду «Баку-1» — найбільшого в Україні нафтопаливного бункерувальника, здатного функціонувати в морській та річковій акваторії.
У 2012 році відкрився SOCAR Транс, а у 2015 — С Кард Сервіс. 2017 року SOCAR розпочав працювати на гуртовому ринку природного газу. Наступного року SOCAR стає третім комерційним гравцем українського газового ринку, імпортувавши на цей момент перший мільярд м³ блакитного палива за всю історію незалежної України.
Мережа SOCAR Energy Ukraine налічує 57 заправних станцій. У 2012 році компанія створила сквер ім. Гейдара Алієва в Києві.
В період російського вторгнення в Україну об'єкти азербайджанської нафтової компанії SOCAR декілька разів страждали під час російських обстрілів, зокрема:
- 8 серпня 2025 року, під час атаки дронів-камікадзе типу «Shahed» на нафтобазі компанії SOCAR в Одеській області було пошкоджено трубопровід дизельного пального, в результаті чого виникла пожежа[13];
- 18 серпня 2025 року, згідно повідомлення азербайджанського державного агентства APA, під час атаки російських дронів-камікадзе типу «Shahed» по нафтобазі компанії SOCAR в Одеській області, було пошкоджено 17 паливних резервуарів загальною місткістю 16 тис. м³, будівлю насосної станції, операторські та технічні приміщення, а також пункти зважування[14].